# Vihiga
Vihiga est une ville du Kenya et le chef-lieu du comté de Vihiga.
Elle est située à l'est de la Réserve nationale de la forêt de Kakamega.